# Equipo de Copa Davis de Canadá
El Equipo canadiense de Copa Davis es el representativo de Canadá en la máxima competición internacional a nivel de naciones del tenis.

## Actualidad
En la Copa Davis 2009, Canadá jugó en el Grupo 1 de la zona América. Debutó en la primera ronda ante el equipo de Ecuador, perdieron 2-3. En la primera ronda de los Play-offs ganaron a Perú por 3-2. En el 2010 volverán a jugar en el Grupo I de la zona América.
En la Copa Davis de 2012 la selección canadiense logró la clasificación al Grupo Mundial.

### Plantel actual
| Jugador          | Individuales | Dobles  |
| ---------------- | ------------ | ------- |
| Miloš Raonić     | 14 - 5       | 2 - 1   |
| Daniel Nestor    | 15 - 15      | 33 - 12 |
| Vasek Pospisil   | 9 - 10       | 8 - 6   |
| Peter Polansky   | 8 - 6        | -       |
| Denis Shapovalov | 4 - 3        | -       |

## Uniformes.
| Segundo de Juego. | Tercero de Juego. | Los del Bordo. | Los de la Tundra. | 1.º de Entrenamiento y Comisión Técnica. | 2.º de Entrenamiento y Comisión Técnica. | Todo Amarillo. | Los del Campo. | Los de la Ciudad y Com. Técn. 03. | Los del Frío. |